# Пианист-виртуоз (сборник упражнений)
«Пианист-виртуоз. 60 упражнений для достижения беглости, независимости, силы и равномерного развития пальцев, а также лёгкости запястья» (фр. Le pianiste virtuose en 60 exercices, calculés pour acquérir l'agilité, l'indépendance, la force et la plus parfaite égalité des doigts ainsi que la souplesse des poignets) — известный сборник упражнений французского музыкального педагога Шарля Луи Анона (в русской традиции фамилия произносится как Ганон), используемый при обучении игре на фортепиано. Впервые опубликован в 1873 году в Булони. Наряду с этюдами Черни, данный сборник Ганона является самым популярным средством развития фортепианной техники на первых годах обучения.
Особенностью упражнений, опубликованных в этом сборнике, является то, что, с одной стороны, они более приятны для слуха и разнообразны, чем гаммы и арпеджио; с другой стороны, в отличие от этюдов, упражнения почти не требуют времени на разбор и запоминание. Предполагается, что Ганон создал многие упражнения, основываясь на технически трудных местах из произведений Баха.

## История
Сборник упражнений представлял собой третью часть четырёхтомного учебного пособия: первая часть обучала начинающего пианиста азам техники и нотации, вторая включала обработанные для дидактических целей пьесы и фрагменты из фортепианных сочинений прошлого, а заключительная часть состояла из фортепианных пьес самого Ганона.
В 1878 году весь труд Ганона был удостоен серебряной медали на Всемирной выставке в Париже и принят в качестве учебного пособия Парижской консерваторией, о чём свидетельствует опубликованное в переиздании этого года письмо ведущих преподавателей консерватории — Антуана Мармонтеля, Жоржа Матиа и Феликса Ле Куппе.
В последующие годы сборник получил широкую мировую известность и приобрёл популярность среди музыкантов и музыкальных педагогов по всему миру.
Особой популярностью «Пианист-виртуоз» (часто называвшийся просто Ганон) пользовался в России. Сергей Рахманинов в 1917 году так описал ситуацию в российских музыкальных учебных заведениях начала XX века:

<…> В течение первых пяти лет учащийся приобретает большую часть технических навыков, изучая сборник упражнений Ганона, который весьма широко применяется в консерваториях. Фактически, это единственное используемое собрание строго технических упражнений. <…> Учащийся настолько хорошо выучивает упражнения Ганона, что знает их по номерам. Экзаменатор может попросить его, к примеру, сыграть упражнение 17, или 28, в указанной тональности. Ученик тут же садится за рояль и играет. Он занимался упражнениями так тщательно, что может сыграть любое в любой тональности..

В 1900 г. вышло американское издание «Пианиста-виртуоза», также получившее значительное распространение; в своей приверженности упражнениям Ганона признавалась, в частности, пианистка Джина Бахауэр.

## Методика занятий
Ш. Л. Ганон в предисловии к своему сборнику предложил играть описанные упражнения с метрономом, начав со скорости 60 четвертей в минуту и постепенно доводя скорость до 108 четвертей в минуту. Первые два упражнения должны играться парой без остановки, последующие по три без остановки. Ганон предлагал ученикам осваивать упражнения последовательно, не переходя к следующему, пока вполне не освоены предыдущие, и играя все освоенные упражнения не реже одного раза каждый день. Ганон отмечал, что при игре очень важно высоко поднимать пальцы, играть каждую ноту очень «отдельно» и точно соблюдать синхронность обеих рук.
Почти все упражнения записаны в тональности до мажор. Перевод и игра в других тональностях остаются на усмотрение учащегося.
Музыкальные педагоги, использующие в своей работе сборник Ганона, также отмечают, что очень важно обращать внимание на качество звука при игре. Как только упражнения уверенно освоены, в них следует начать добавлять акценты и интонации, переходя от чисто механического исполнения к более выразительному. Полезно также добавлять движения кистью, что больше приблизит исполнение упражнений к реальным произведениям.

## Критика
Критики обычно отмечают, что упражнения в до мажоре, без чёрных клавиш, слишком оторваны от реальных произведений, поэтому имеют ограниченную ценность, если только учащийся не потрудится перевести их в другие тональности. Другие критики отмечали, что руки в упражнениях Ганона действуют слишком синхронно, что не способствует ускорению развития независимости рук.
Также общим местом критики любых музыкальных упражнений является их «механистичность» и невыразительность. Многие педагоги обеспокоены, что упражнения могут погубить в ученике музыкальность, сведя игру на инструменте к техническим навыкам. Кроме того, однообразность упражнений может лишить интереса к музыке, особенно детей.